# آرتور دیکسون (بازیکن فوتبال، زاده ۱۹۲۱)
آرتور دیکسون (انگلیسی: Arthur Dixon؛ ۱۷ نوامبر ۱۹۲۱ – ۳ مهٔ ۲۰۰۶) بازیکن فوتبال اهل بریتانیا بود.
از باشگاه‌هایی که در آن بازی کرده‌است می‌توان به باشگاه فوتبال نوتس کانتی اشاره کرد.